# Guașă

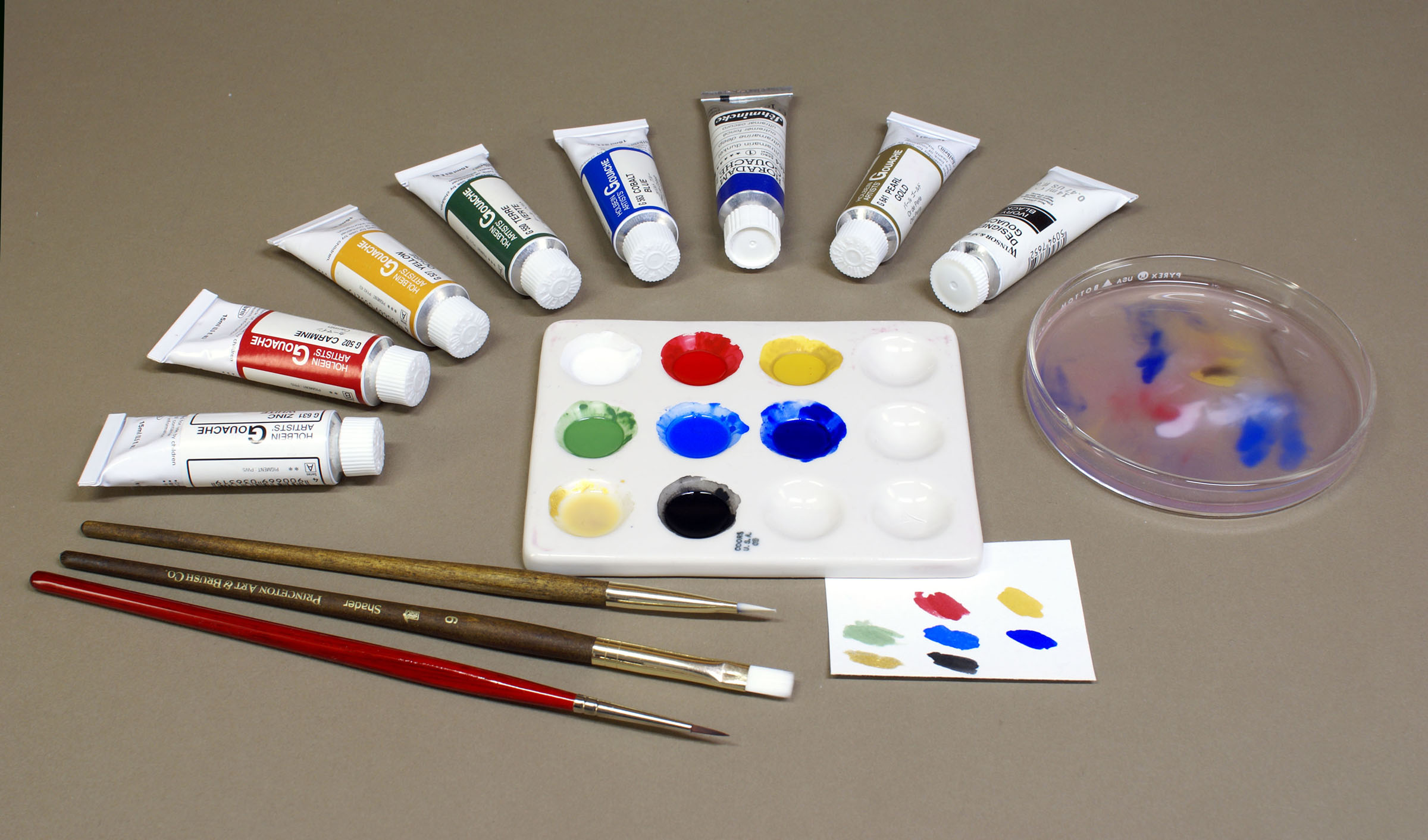
Tuburi cu guaşă

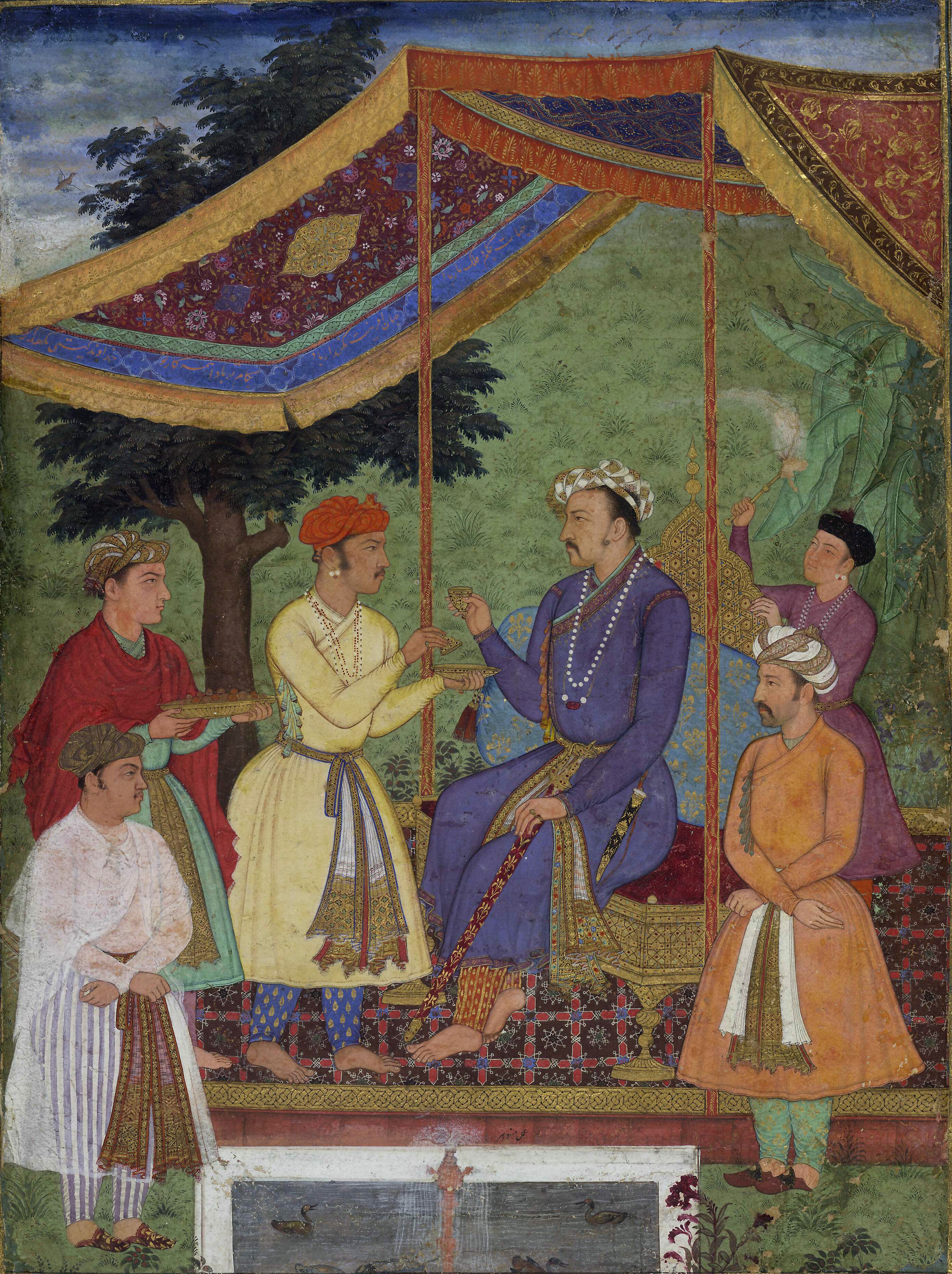
Pictură în guaşă, 1605

Guașă (pl. guașe) este o vopsea preparată din gumă arabică, amestecată cu pigmenți minerali și apă, folosită în pictura așa-zisă opacă, care permite aplicarea de culori deschise peste tente închise.
În fapt, guașa este o varietate de tempera, dar spre deosebire de aceasta, datorită emulsiei pe care o conține își păstreză calitățile după uscare. Spre deosebire de tempera obișnuită, guașa rămâne aproape la fel de saturată cromatic. Când este folosită ca pastă are un aspect lucios. 
Guașa este o tehnică de pictură ieftină, care folosește ca diluant apa și se spală foarte ușor, fiind potrivită pentru începuturi nesigure și încercări, deoarece se usucă rapid. Guașa se folosește ușor, fiindcă acest tip de pictură se poate retușa. Este preferabil să se folosească o hârtie groasă sau carton, pentru că o hârtie prea subțire riscă să se rupă. 
Spre deosebire de acuarelă, guașa, ca și tempera, conține ceruză,  care o lipsesc de transparență, făcând-o mai compactă. Ceruza este un carbonat natural de plumb, alb sau cenușiu, cu luciu diamantin, denumit și alb de plumb. Suprafețele se acoperă cu un strat subțire dar dens de pigment, care permite corectări ulterioare. Dacă este necesar se aplică și alte straturi până obținem ideea dată. Dacă stratul este prea gros, guașa poate crăpa la uscare. După uscare pictura capătă o tonalitate mai deschisă. 
Atunci când sunt expuse, guașele, ca și acuarelele, pastelurile, și gravurile, trebuie protejate sub sticlă, deoarece curățarea lor nu este posibilă. 